# 博賓鎮區
博賓鎮區（皇家轉寫：Bok Pian），或譯博彬鎮區，為緬甸德林達依省博賓縣下轄的一個鎮區。2014年人口81,718人，區域面積6,651.4平方公里。該鎮區下分101個村莊。博宾為該鎮區的首府。